# Sarrola-Carcopino
Sarrola-Carcopino (in corso Sarrula è Carcupinu) è un comune francese di 2 018 abitanti situato nel dipartimento della Corsica del Sud nella regione della Corsica.

## Infrastrutture e trasporti
Il territorio comunale è attraversato dalla ferrovia a scartamento ridotto Bastia – Ajaccio. Sono presenti due stazioni: quella di Mezzana, presso il quale termina il servizio vicinale TER proveniente da Aiaccio, e quella dismessa di Caldaniccia.

## Società

### Evoluzione demografica
Abitanti censiti